# Warin (geslacht)

Warin is een uit Vlaanderen afkomstig geslacht waarvan leden vanaf 1665 in Amsterdam waren gevestigd en waarvan leden vanaf 1815 tot de Nederlandse adel behoren en dat in 1902 uitstierf.

## Geschiedenis

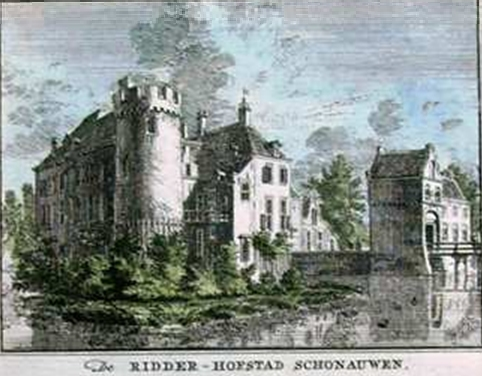
Kasteel Schonauwen

De stamreeks begint met Nicolas Warin (1598-1631), winkelier en ontvanger en schepen van Merville. Zijn zoon Antoine Warin (1619-1691) werd raad en burgemeester van Mannheim en vestigde zich in 1665 in Amsterdam. Een achterkleinzoon van die laatste, Nicolaes Warin, heer van Schonauwen (1744-1815) werd bij Koninklijk Besluit van 16 september 1815 verheven in de Nederlandse adel. Met zijn kleindochter stierf het geslacht in 1902 uit.

## Enkele telgen
Jhr. mr. Nicolaes Warin, heer van Schonauwen (1744-1815), raad in de vroedschap van Amsterdam, lid van de Eerste Kamer
- Jhr. mr. Anthonij Warin, heer van Schonauwen (1772-1852), rechter, lid van de Tweede Kamer
- Jhr. Mr. Jacob Nicolaas Warin (1787-1833), 1e luitenant
  - Jkvr. Constantia Jacoba Agnes Warin, vrouwe van Nederhorst den Berg, Horstwaerde, Overmeer en Riethoven (1820-1902), laatste telg van het adellijke geslacht